# Głażewo (województwo wielkopolskie)

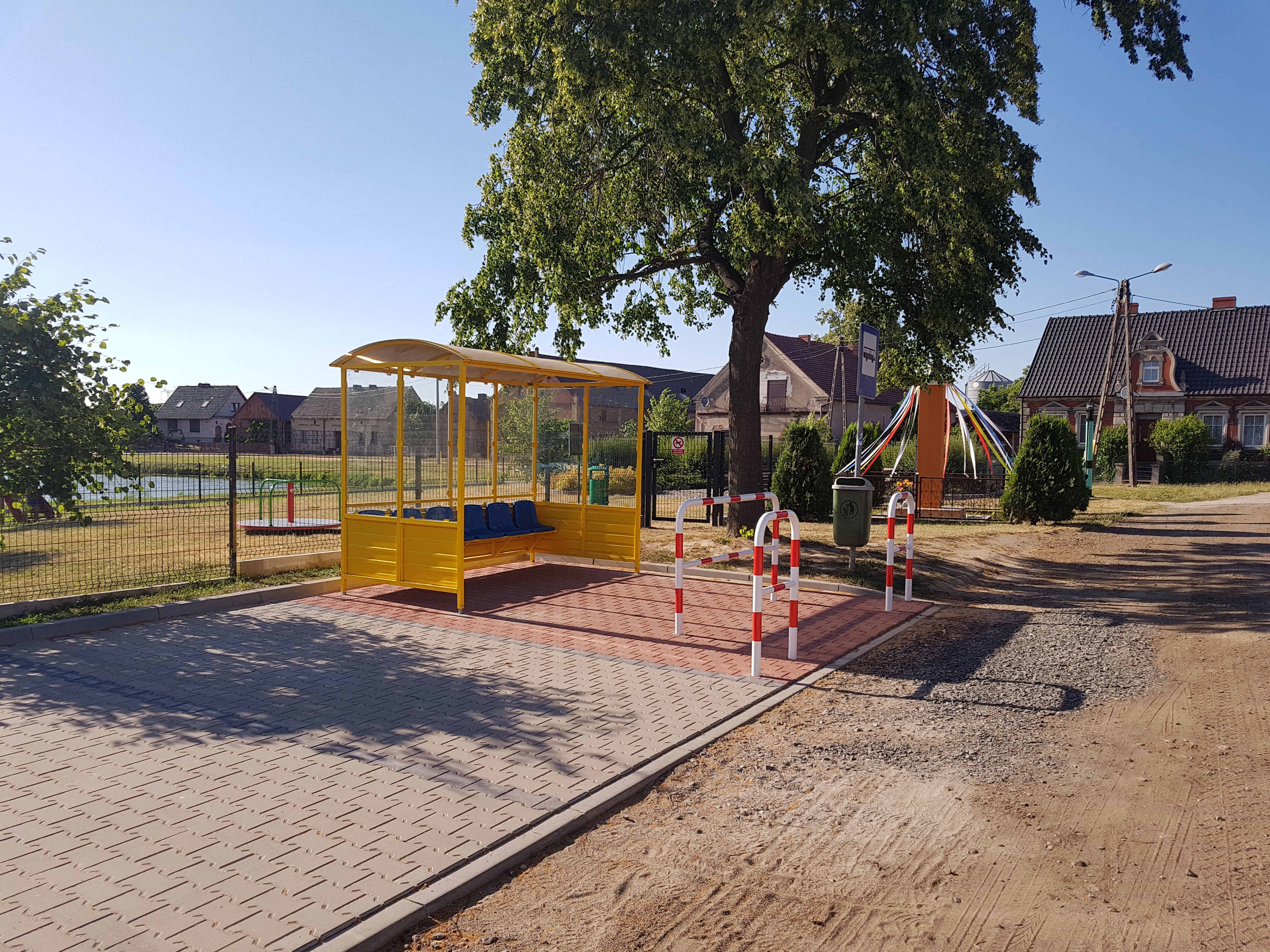
Przystanek autobusowy nieopodal placu zabaw

Głażewo – średniej wielkości wieś sołecka w Polsce położona w województwie wielkopolskim, w powiecie międzychodzkim, w gminie Międzychód, przy drodze wojewódzkiej nr 160.

## Historia
Miejscowość pierwotnie związana była z Wielkopolską. Ma metrykę średniowieczną i istnieje co najmniej od XIII wieku. Wymieniona pierwszy raz w dokumencie zapisanym po łacinie z 1236 jako Glasow, a później także w 1394 „Glaszeva”, 1426 „Glaszewo”, 1428 „Glaschewo”, 1448 „Glazewo”, 1469 „Glaszewo, Maior Glaszewo|, 1472 „Glazewo Maior”, 1475 „Glaszewo Maior, alia Minor”, 1509 „Minor Glazewo”, 1564 „Głazeuo, Glazew”, 1580 „Głaszewo” .
Wieś wspominały historyczne dokumenty prawne, własnościowe i podatkowe. Była początkowo własnością szlachecką w dobrach międzychódzkich, ale w wyniku nadań, darowizn i wykupów od 1508 stała się wsią duchowną, własnością biskupa poznańskiego w kluczu pszczyńskim w Koronie Królestwa Polskiego. W latach 1394–1428 notowany w dokumentach Mikołaj Zatomski z Głażewa, który w 1394 prowadził spór sądowy z Dobiesławem Kwileckim o połowę Krobielewa z przysiółkami oraz połowę Głażewa. W 1448 Andrzej Słomowski herbu Leszczyc, właściciel Szczytna, Nienawiszcza, Zatomia i Głażewa był w sporze z Andrzejem niegdyś z Dąbrówki o 90 grzywien szkód. W 1461 właściciel wsi Piotr Słomowski sprzedał altaryście Michałowi dla nowej altarii w kościele parafialnym w Trzcielu 8 złotych węgierskich czynszu rocznego na swej połowie Głażewa za 100 zł węgierskich z zastrzeżeniem prawa wykupu .
W 1563 odnotowano we wsi pobór podatku z 7 łanów, a także od karczmy dorocznej oraz od kowala. W 1564 miejscowość była wsią biskupią w kluczu pszczyńskim. Liczyła 12,5 łana osiadłego. Mieszkańcy płacili z nich po 1 grzywnie czynszu, po 2 kapłony i 30 jaj. Z jednego łana opustoszałego pobierano jedną grzywnę jeśli był wynajęty. We wsi były również dwie karczmy, z których pobierano po 24 groszy. W miejscowości gospodarowało czterech zagrodników, którzy dawali po kogucie i 15 jaj. Ogółem mieszkańcy płacili 13 grzywien 24 grosze, a także 4 koguty, 25 kapłonów, 6,5 kop jaj. Na folwarku na jesień wysiewało się ok. 5 małdratów i tyle na wiosnę. Przy wsi nie było łąk. Był za to bór. Mieszkańcy dawali owies w zamian za uschłe drzewa z lasu .
W 1580 położona w powiecie poznańskim województwa poznańskiego w Rzeczypospolitej Obojga Narodów. 

### II wojna światowa
W 1939 po kampanii wrześniowej miejscowość wraz z całą Wielkopolską została zajęta przez III Rzeszę. Nazistowskie władze Niemiec utworzyły na tym terenie tzw. Kraj Warty i rozpoczęły masowe wysiedlenia z niej ludności polskiej, a później zasiedlanie miejsc po nich Niemcami w ramach akcji Heim ins Reich (pol. „Powrót do domu w Rzeszy”) . Przesiedlenia te miały miejsce również na terenie powiatu międzychodzkiego. W 1940 przeprowadzono je w dwóch falach: w pierwszych miesiącach 1940 oraz latem tego roku. Do Głażewa akcja ta dotarła w pierwszej fali jaka miała miejsce w pierwszych miesiącach 1940. Niemcy wysiedlili wówczas rolników z Głażewa i Łowynia. Z obu miejscowości wysiedlono około 400 osób. Rodziny przewieziono wozami konnymi do punktu zbornego w Międzychodzie. Po przeprowadzeniu rewizji wysiedlonych Polaków przewieziono w wagonach towarowych do Generalnego Gubernatorstwa. Gospodarstwa Polaków przejęły rodziny niemieckie przesiedlone z terenów wschodniej Polski.

### Okres powojenny
W latach 1975–1998 miejscowość administracyjnie należała do województwa gorzowskiego.